# Eclipse solar del 11 de agosto de 2018

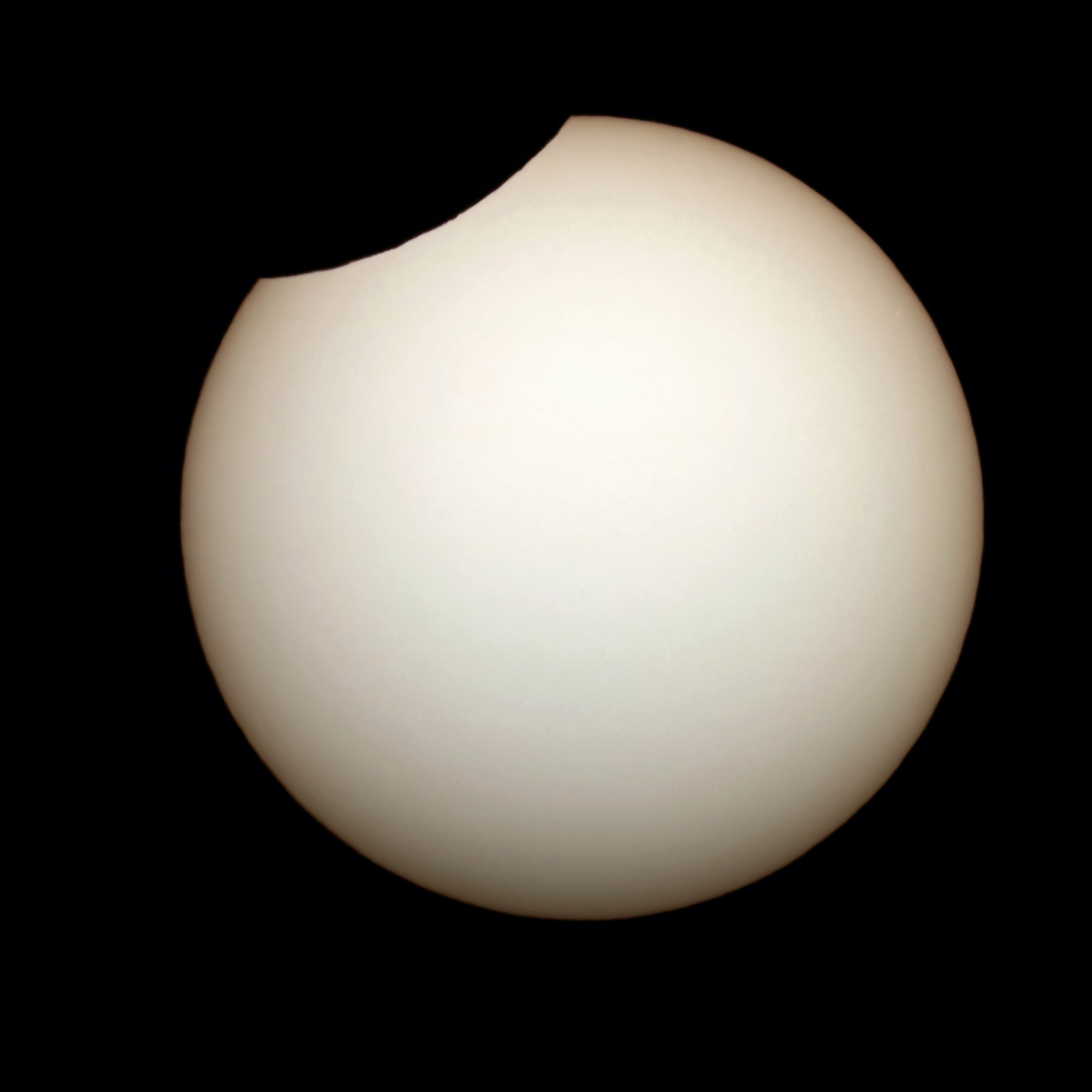
Eclipse solar de agosto de 2018 en Huittinen, Finlandia.

El eclipse solar del 11 de agosto de 2018 fue un eclipse solar parcial que fue visible en el norte de América del Norte, Groenlandia, Europa del Norte y el noreste de Asia. 

## Visibilidad

Ruta animada

La fase máxima del eclipse parcial se registró en el Mar de Siberia Oriental, cerca de la Isla de Wrangel. 
El eclipse se observó en Canadá, Groenlandia, Escocia, la mayoría de los países nórdicos (Islandia, Noruega, Suecia, Finlandia), Estonia, Letonia, prácticamente en toda Rusia (excepto en los lugares al suroeste de la línea que pasan por Pskov, Moscú y Penza, y los lugares más orientales del Lejano Oriente), en Kazajistán, Kirguistán, Mongolia y China. Durante la puesta de sol, se observó el eclipse en Corea del Norte y del Sur. 

## Galería

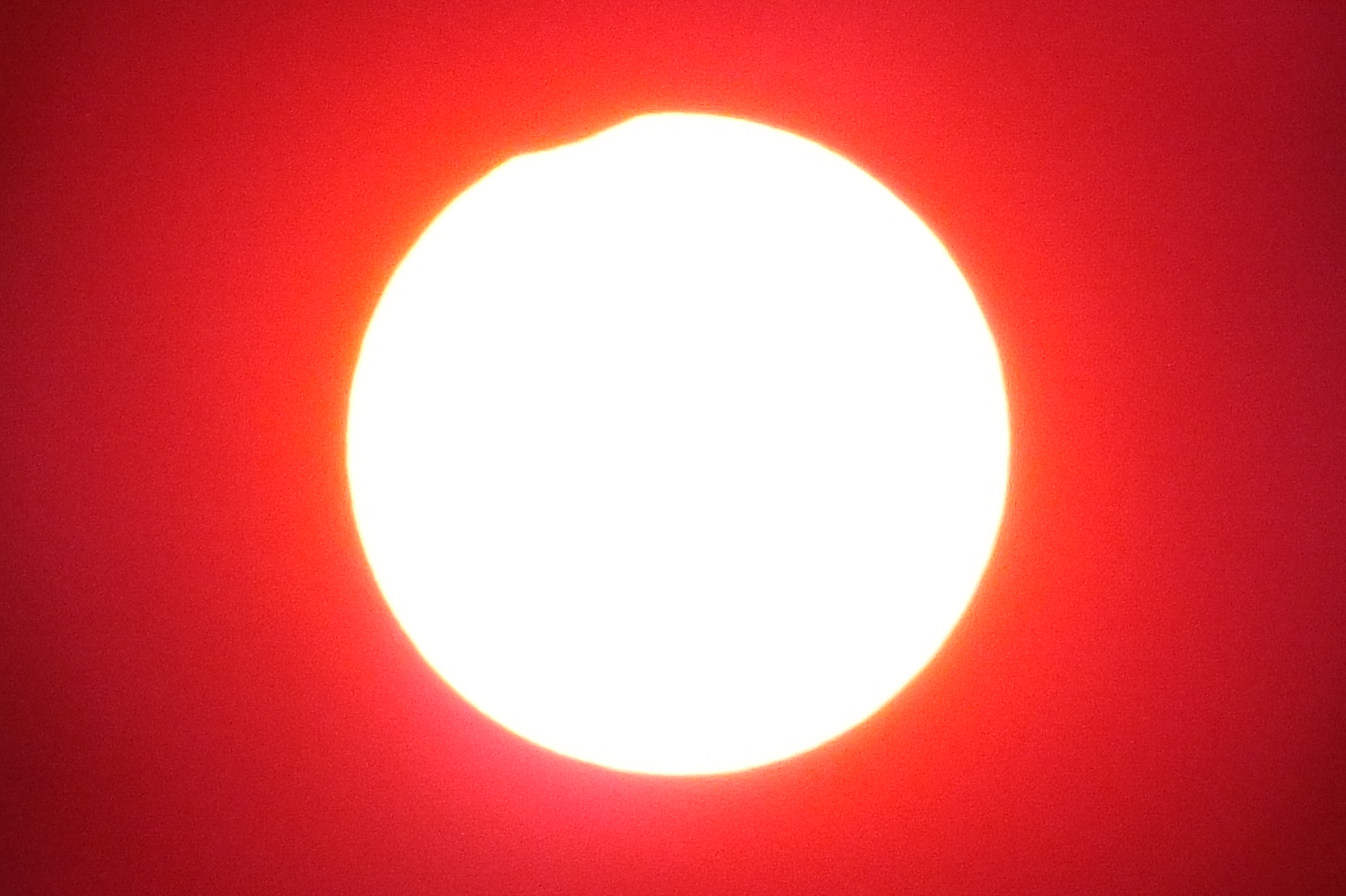
Moscú, Rusia, 9:40 UTC
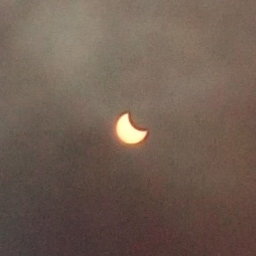
Baley, Zabaykalsky Krai, Rusia, 10:24 UTC

## Eclipses relacionados

### Eclipses del 2018
- Eclipse lunar de enero de 2018
- Eclipse solar del 15 de febrero de 2018
- Eclipse lunar de julio de 2018